# Let’s Go to the Mall
Let’s Go to the Mall ist ein von Cobie Smulders in der Rolle von Robin Sparkles interpretiertes Lied aus der Serie How I Met Your Mother aus dem Jahr 2006. Es wurde von Carter Bays und Craig Thomas geschrieben und produziert. Das Lied ist Teil der How-I-Met-Your-Mother-Folge Schlag auf Schlag (Originaltitel: Slap Bet, Folge 2.09), die am 20. November 2006 erstmals ausgestrahlt wurde. Am 4. September 2007 wurde „Let's Go to the Mall“ auch als Single veröffentlicht. 2012 erschien es ebenfalls im Album zur Serie, How I Met Your Music.

## Inhalt
Robin Sparkles fordert Jessica, Tori und alle anderen auf, ihre Gelee-Armbänder und Graffiti-Mäntel zu nehmen und zur Mall zu gehen, weil dort all ihre Freunde sind. Dabei macht sie nicht ihre Hausaufgaben. Alle sollen ihre Sorgen wegwerfen und in die Mall gehen.
Im Food-Court traf sie einen Jungen, von dem sie nun hofft, dass er sie zum Ausgehen fragt und die beiden alleine sind. Doch ihr Vater hat ihr gesagt, sie sei zu jung für ein Date, aber das kümmert sie nicht und sie will nicht warten und es tun. Sie will seinen Körper bis zum Canada Day durchrocken.
Sie kam mit Freunden hierher, um zu shoppen und zu flirten. Sie sah Premierminister Brian Mulroney und er sagte „Young lady I don't approve“ (zu deutsch: „Junge Frau, ich billige das nicht“).

## Hintergrund

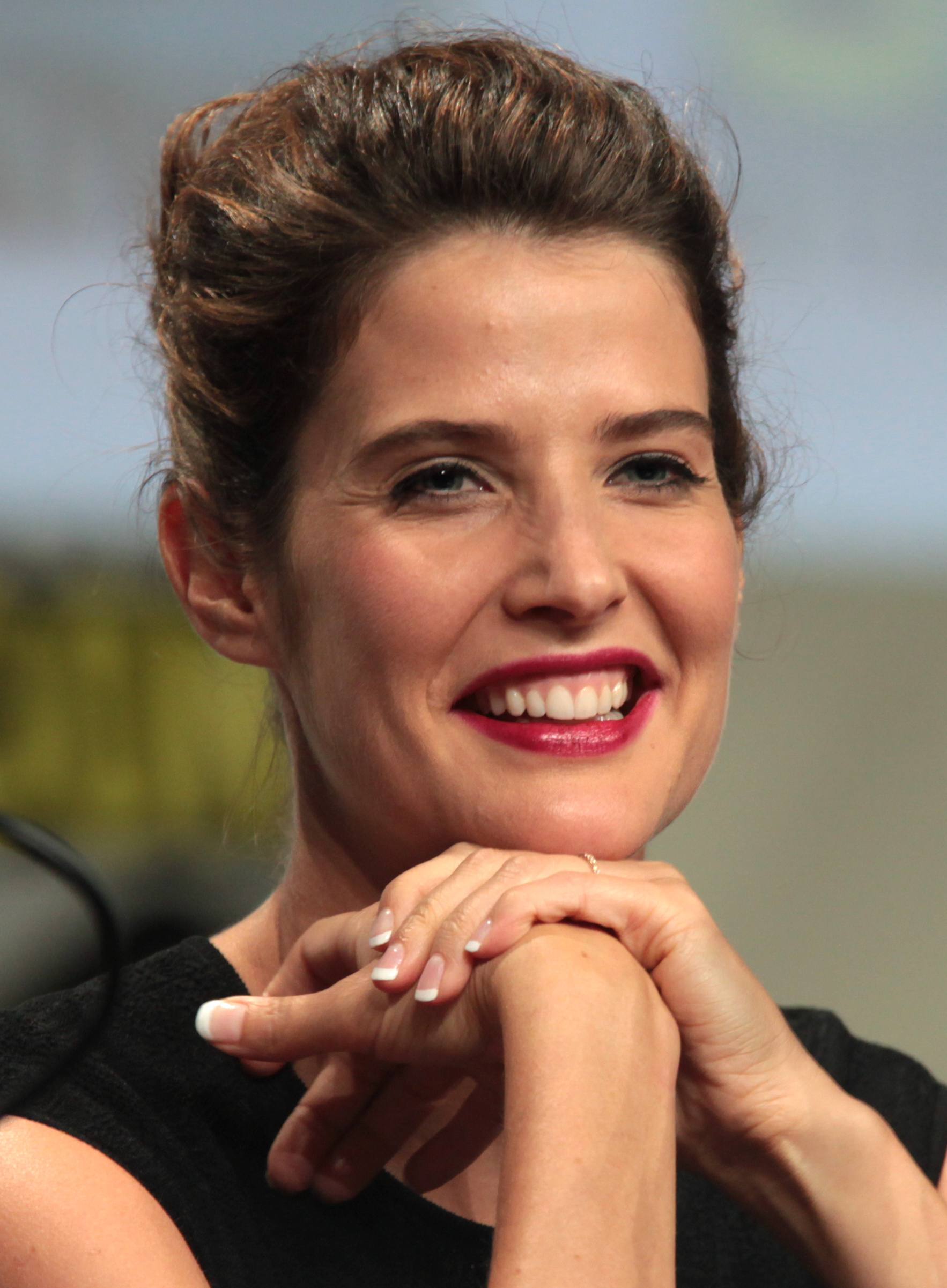
Cobie Smulders (2014)

In der Fernsehserie How I Met Your Mother spielt die Folge Schlag auf Schlag eine wichtige Rolle. So taucht Let’s Go to the Mall in Verbindung mit Robin Sparkles immer wieder als Running Gag auf. Das Musikvideo zum Lied wurde mehrfach in späteren Folgen der Serie gezeigt. Ebenfalls war Robin Sparkles Interpret von Sandcastles in the Sand, einem weiteren Lied, das in der Folge Jugendliebe (Originaltitel: Sandcastles in the Sand, 3.16) auftaucht. In der Folge Glitter (6.09) sang sie mit Jessica Glitter The Beaver Song. Auch die Ohrfeigenwette zwischen Marshall und Barney wird in dieser Folge abgeschlossen, sodass Marshall im Laufe der Serie insgesamt fünf Ohrfeigen an Barney verteilt, eine davon in der Folge selbst.
In der Folge Schlag auf Schlag ist Robin ziemlich panisch, als die anderen in eine Mall gehen möchten. Im weiteren Verlauf versuchen die vier Freunde das Geheimnis von Robin zu lüften. Am Ende finden sie heraus, dass sie in ihrer Jugend ein kanadischer Popstar war, was die anderen ziemlich überrascht hat. Sie sei mit 16 Jahren zu verschiedenen Malls gereist und habe das Lied gesungen.

### Verbindungen in anderen Folgen der Serie
- Let’s Go to the Mall ist in der Folge Hilfe wider Willen (Originaltitel: As Fast as She Can, 4.23) Teds Klingelton.[1]
- In der Folge Im Exil (Originaltitel: Little Minnesota, 4.11) singt Marshall Let’s Go to the Mall in Karaokeversion, um Robins Heimweh zu lindern.[1]
- Die Jeansjacke, die Robin im Musikvideo trägt, erscheint wieder in der Folge Schlechte Nachrichten (Originaltitel: Bad News, 6.13).[1]

## Musikvideo
Im Jahr 2006 haben sich die Erschaffer der Serie, Carter Bays und Craig Thomas, darauf geeinigt, von jeder der Hauptfiguren ein peinliches Video zu produzieren. In der letzten Staffel wurde Barneys „geheimes Video“ gefunden, das sich an seine damalige Liebe Shannon richtete. Für diese Szene bestimmten sie Cobie Smulders, „weil sie es konnte“. Bays und Thomas schreiben gerne Lieder und haben dies auch schon mehrfach getan.
Die Regie für das Musikvideo führte wie für fast alle HIMYM-Folgen Pamela Fryman. Cobie Smulders lernte die Choreografie von Kristin Denehy in zwei Tagen, gefilmt wurde dann an einem Tag.
Robin sagt in der Serie, dass das Musikvideo im Stil der 1980er Jahre gedreht wurde, weil die 80er in Kanada erst 1993 ankamen.